# 親和銀行
株式会社親和銀行（しんわぎんこう、英称：The Shinwa Bank, Ltd.）は、長崎県佐世保市に本店を置いていた地方銀行。長崎県の指定金融機関（十八銀行との輪番制）および佐世保市の指定金融機関（単独）であった。

## 概要
1897年（明治30年）2月15日、第九十九国立銀行として創業し、佐世保銀行への改称を経て、佐世保商業銀行との合併時、親和銀行と商号変更をした。
2001年（平成13年）に、同じく佐世保市を本拠地としていた第二地方銀行の九州銀行と株式移転により経営統合し、金融持株会社九州親和ホールディングスの傘下となった。旧九州銀行との重複店舗の整理を行い、小規模支店を「しんわプラス」の愛称で出張所への移行を進め、業務の効率化を図っていた。
2006年（平成18年）10月から、福岡銀行が九州親和ホールディングスに出資し、業務提携や人的交流を進めていたが、2007年（平成19年）5月、自力再建を断念した。同年10月1日、九州親和ホールディングスが全株式を売却する形で、ふくおかフィナンシャルグループ（FFG）傘下の完全子会社となった。
2019年（平成31年）4月にFFGと長崎県長崎市に本店を置く十八銀行が株式交換によって経営統合したことにより、当行と十八銀行は同じFFGの傘下となった。その後、株主総会の決議や関係当局の許認可の取得等を経て、2020年10月に当行が十八銀行と合併し、十八親和銀行が発足された（FFGと十八銀行の経営統合及び合併については2016年(平成28年)2月に発表された時点では2017年(平成29年)4月に経営統合、2018年(平成30年)4月に合併される予定だったが、公正取引委員会の審査が長引いた影響で、経営統合が2年、合併が2年半それぞれ遅れて実施されることとなった）。

## 商標・商号
商号は、かつて佐世保鎮守府長官を務め、佐世保商業銀行と佐世保銀行が合併した当時海軍大臣であった米内光政（この翌年の1940年（昭和15年）に内閣総理大臣となる）の命名である。本人揮毫の「親和」の額は佐世保市の本店内に掲示されている。

## 沿革
- 1883年（明治16年） - 早岐起業会社として長崎に設立。明治24年に早岐銀行へと改称後、明治40年に佐世保銀行へと改称。
- 1919年（大正8年） - 佐世保商業銀行が設立される。
- 1939年（昭和14年）9月7日 - 佐世保銀行と佐世保商業銀行が合併して、新たに親和銀行を設立する。
- 1941年（昭和16年）九十九銀行を買収。
- 1998年（平成10年）5月29日 - 宝飾品販売会社に対する53億円に上る不正融資事件(暴力団のフロント企業とされる)で、辻田徹前頭取（元長崎県公安委員長）らを特別背任容疑で逮捕（事件は辻田頭取の女性問題に端を発したとされる）。当時はワンマン経営等により不良債権が経営を圧迫し始めていた。
- 2001年（平成13年）
  - 2月9日 - コンビニATMイーネットと提携。
  - 3月16日 - 同じく佐世保市に本店を置く第二地方銀行の九州銀行と持株会社方式による経営統合で合意。
  - 10月22日 - コンビニATMローソンATMと提携。
- 2002年（平成14年）4月1日 - 新たに設立された九州親和ホールディングスの完全子会社となる。
- 2003年（平成15年）4月1日 - 当行を存続行として九州銀行を吸収合併。なお、システム統合は合併と同時には行わず、大型連休明けの同年5月6日に行われた。システム統合後は旧九州銀行の通帳（同年4月1日から5月2日までの間に旧九州銀行店舗で発行された当行の通帳を含む）は使用不可となり、当行通帳への繰越が必要となった。
- 2004年（平成16年）10月26日 - コンビニATM・アイワイバンク銀行（現：セブン銀行）と提携。
- 2006年（平成18年）10月13日 - 福岡銀行との間で事業再生共同化に係る資本・業務提携に基本合意したことを発表[6]。
- 2007年（平成19年）
  - 2月5日 - 福岡銀行とのATM・CD相互無料提携を開始[7]。
  - 5月2日 - 親会社である九州親和ホールディングスが自力再建を断念。ふくおかフィナンシャルグループによる経営再建を進める方針を発表[8]。
  - 9月26日 - 九州親和ホールディングスからしんわディーシーカードの全株式を取得し完全子会社化[9]。
  - 9月28日 - 第三者割当増資による株式引受により、ふくおかフィナンシャルグループの子会社となる[9]。
  - 10月1日 - 九州親和ホールディングスからの株式取得によりふくおかフィナンシャルグループの完全子会社となる[10]。完全子会社化に合わせ、ブランドスローガンを福岡銀行・熊本ファミリー銀行と同一の「あなたのいちばんに。」に統一され、2003年4月の合併以前に用いられていた緑を基調としたシンボルと福岡銀行と同一書体のロゴを組み合わせたロゴマークに刷新される[11]。
  - 11月19日 - 福岡銀行及び熊本ファミリー銀行（現：熊本銀行）間の振込手数料がグループ銀行扱いとして引き下げられ、同時に、熊本ファミリー銀行（現：熊本銀行）とのATM利用手数料相互無料化を開始[12]。
- 2008年（平成20年）
  - 2月22日 - この日の営業をもって大阪支店廃止（東京支店に統合）。西日本（愛知県・富山県以西、沖縄県を除く）の地方銀行で大阪市から撤退するのは佐賀銀行に続いて2行目[注 2]。
  - 3月18日 - 生体認証機能付ICキャッシュカードの取り扱いを開始[13]。
  - 4月11日 - この日の営業をもって大分中央支店廃止（小倉支店に統合）。大分県から撤退することになる。
  - 4月16日 - グループ会社のFFGカードと提携し、キャッシュカード（IC・生体認証対応）一体型クレジットカード「arecore（アレコレ）カード」の取り扱いを開始[14]。
  - 6月23日 - この日の営業をもって熊本支店廃止（久留米支店に統合）。熊本県から撤退することになる[15][注 3]。
  - 6月27日 - 子会社で事務代行や人材派遣業を担っていた親和ビジネスサービスを解散[16]。
  - 7月14日 - イオン銀行とのATMに関する業務提携に基づき、ATM相互開放を開始。これにより、イオンやマックスバリュなど全国のイオングループに設置のイオン銀行ATMでカードによる引出（出金）並びに残高照会が可能となる（手数料は当行ATMと同じ扱いとなり、残高照会と平日時間内の引出は無料となる）[17]。
  - 8月7日 - 長崎県内を本店所在地とする金融機関で初めてとなるAEDの全店設置を発表（同年8月5日より設置を順次開始し、同年8月末までに全店設置を完了）[18]。
  - 9月22日 - この日の営業をもって宇部支店廃止（小倉支店に統合）。これに先立ち下関中央支店も同年8月1日に廃止（小倉支店に統合）されたため、山口県から撤退する（店舗外ATMのみ残る）[19]。
  - 10月27日 - 子会社で調査研究業務を担っていた親和経済文化研究所を解散[20]。
- 2009年（平成21年）
  - 2月2日 - 取引内容をポイントに換算し、合計ポイントに応じてATM時間外手数料無料・ローンの金利優遇などが受けられるポイントくらぶ「マイバンク」の取扱を開始[21]（2019年(平成31年)4月に「mybank+（マイバンクプラス）」へリニューアルされる）。
  - 2月13日 - 事業再生事業・不良債権関連事業を吸収分割により福岡銀行へ継承[22]。
  - 2月23日 - 九州ATMネットワークによるATM相互無料開放を開始。これにより、既に相互無料開放済みの当行・福岡銀行に加え、西日本シティ銀行・筑邦銀行・佐賀銀行・大分銀行・十八銀行[注 4]・肥後銀行・宮崎銀行・鹿児島銀行のATMで、平日時間内における当行キャッシュカードによる引出（出金）・振込時のATM手数料が無料化（平日時間外・土日祝日も手数料が引き下げ）される[23]。
- 2010年（平成22年）
  - 1月4日 - 同行のオンラインシステムを、福岡銀行・広島銀行との共同利用型基幹システムへ移行[24]（これに先駆け、2008年2月9日と同年3月9日の2回にわたり、一部店舗において店舗番号(店番)が順次変更された[25]）。
  - 3月23日 - 同日申し込み分よりICカード（ICキャッシュカード・生体認証ICキャッシュカード・ICローンカード）に設けられていた有効期限を廃止（クレジット・ICキャッシュ一体型の「アレコレカード」はクレジットカードの有効期限に揃えられる）。また、同年3月19日以前に発行したICカードは有効期限到来時に更新されるICカードが無期限になる[26]。
  - 7月1日 - 子会社のしんわディーシーカードがグループ会社のFFGカードへ吸収合併される。
  - 9月21日 - FFGグループ3行間でのATM相互入金サービスを開始。これにより、当行ATMで福岡銀行や熊本ファミリー銀行（現：熊本銀行）のキャッシュカードによる預入（入金）や、福岡銀行や熊本ファミリー銀行（現：熊本銀行）ATMで当行のキャッシュカードによる預入（入金）が可能となる[27]。
  - 10月18日 - 京町支店を佐世保支店に店舗名を変更し、「ふくおかフィナンシャルグループ佐世保ビル」へ移転（同ビルには福岡銀行佐世保支店も入居する）[28]。なお、跡地の一部は改装され、同年12月13日に佐世保支店 京町出張所（店舗外ATMコーナー）が開設された[29]。
- 2012年（平成24年）
  - 4月5日 - 当行島瀬ビル（旧九州銀行本店）1階に、当行が収集・所蔵する美術品を一般公開する施設「親和アートギャラリー」を開館（鑑賞料は無料だが、入場の際は当行本支店の窓口で入手できる「鑑賞券」が必要、十八親和銀行発足に合わせて名称を「十八親和アートギャラリー」に変更し、現在も開設されている）[30]
  - 5月21日 - グループ会社のふくおか証券（現：FFG証券）を委託金融商品取引業者として、金融商品仲介業の業務を本店営業部と長崎営業部で開始[31]。
- 2013年（平成25年）
  - 7月 - 福岡銀行・熊本銀行とともに、店舗への公衆無線LANサービスの導入を開始。NTTドコモの「docomo Wi-Fi」とソフトバンクモバイル（現：ソフトバンク）の「ソフトバンクWi-Fiスポット」が導入される[32]。
  - 9月2日 - クレジット一体型キャッシュカード「アレコレカード」の新ラインナップとして、JR九州の交通ICカード「SUGOCA」との一体型カード「arecore SUGOCA（アレコレSUGOCA）」の受付を開始（種類はクラシックとゴールドの2タイプ、福岡銀行発行分・熊本銀行発行分と基本デザインは同一で、左下にある銀行ロゴが異なる程度である）[33]。
  - 10月 - 福岡銀行・熊本銀行とともに、新型ATMとして日立オムロンターミナルソリューションズ（現：日立チャネルソリューションズ）製の「AKe-S（エーケーエス）」を導入し、順次ATMの更新を開始（2014年3月までに完了、同年11月にオープンしたさせぼ五番街内のATMコーナーのように、開設当初から新型ATMを設置している場合がある）[34]
- 2014年（平成26年）
  - 4月7日 - FFG3行ATMにおける通帳相互利用サービスを開始。これにより、当行ATMで福岡銀行や熊本銀行通帳の利用並びに福岡銀行・熊本銀行ATMで当行通帳の利用が可能となった[35]。
  - 7月1日 - 総合口座の通帳並びにキャッシュカード（磁気ストライプ・生体認証IC）にブランドキャラクター「ユーモ」デザインを追加導入し、取り扱い開始[36]。
- 2015年（平成27年）11月3日 - 外貨両替サービス拡充の一環として、松が枝国際ターミナルに外貨現金から円への両替専用の外貨両替機（買取機）を設置。
- 2017年（平成29年）
  - 10月2日 - ふくおかフィナンシャルグループとiBankマーケティングと共同で行う金融サービスプラットフォーム「iBank（アイバンク）」事業に参入し、スマートフォン専用の管理アプリ「Wallet+（ウォレットプラス）」並びに、JCBブランドのデビットカード「Debit+（デビットプラス）」の取扱を開始[37]。
  - 10月17日 - 店舗外ATMコーナー「佐世保支店 コメダ珈琲店佐世保駅前店出張所」を開設。この場所は南支店があった場所で、佐世保支店への統合のため2011年（平成23年）3月14日をもって廃止[28]。その後、建物は解体され更地となっていたが、跡地に開業した「コメダ珈琲店 佐世保駅前店」の駐車場内に設けられたもので、出張所（店舗外ATMコーナー）に形態を変えながら約6年4ヶ月ぶりに再設置されることになった[38]。
- 2018年（平成30年）
  - 5月28日 - 本店営業部内にグループ会社のFFG証券 佐世保支店が開設される（これに伴い、ATMコーナー側に掲げられている袖看板は「親和銀行」のロゴと「FFG証券」のロゴが併記された看板となる）。6月18日には当行の長崎営業部内にもFFG証券 長崎支店が開設される[39]。
  - 7月2日 - GMOペイメントゲートウェイとの連携により、スマートフォン向けQR・バーコード決済サービス「YOKA!Pay（よかペイ）」の取り扱いを開始（なお、銀行Pay(マルチバンク対応)により、同じFFGグループの福岡銀行及び熊本銀行の「YOKA!Pay」や横浜銀行の「はまPay」と連携し、利用ユーザーや加盟店での相互利用が可能である）[40]。
- 2019年（平成31年/令和元年）
  - 4月1日 - ふくおかフィナンシャルグループと十八銀行の経営統合に伴い、当行から十八銀行宛の振込手数料と当行のATMにおける十八銀行キャッシュカードを利用した振込取引時のATM時間外手数料がグループ銀行扱いとなり、対象取引の手数料を引下げ（インターネットバンキング・モバイルバンキングによる振込やATM時間外手数料は無料化）[41]。
  - 7月16日 - 当行の「ローンセンター」と十八銀行の「ローンプラザ」を当行と十八銀行の共同営業拠点となる「ローンセンター」へ統一。なお、「県央ローンセンター」は十八銀行「大村ローンプラザ」との拠点統合に伴い「大村ローンセンター」へ改称され、十八銀行「諫早ローンプラザ」は当行「諫早支店」内へ移転し「諫早ローンセンター」が開設された[42]。
- 2020年（令和2年）
  - 2月25日 - クレジット一体型キャッシュカード「アレコレカード」の新ラインナップとして、株式会社ニモカとの提携による交通IC一体型「arecore nimoca（アレコレnimoca）」の受付を開始（本カードは福岡銀行・熊本銀行で取り扱われていたが、同年3月より長崎県内の交通事業者でも「nimoca」が順次導入されるのに伴って当行でも新たに取り扱いを開始するものである。種類はクラシックとゴールドの2タイプで、「arecore SUGOCA」同様に福岡銀行発行分・熊本銀行発行分と基本デザインは同一で左下の銀行ロゴが異なる程度だが、クラシックは福岡銀行発行分・熊本銀行発行分と同じ水色に加え、当行発行分限定デザインであるマゼンタの2種類のデザインが設定される）[43]。
  - 5月19日 - 十八銀行との合併契約を締結し、合併後の商号を株式会社十八親和銀行とすることを正式に発表[44]。
  - 10月1日 - 十八銀行を吸収合併し、存続行となる当行が十八親和銀行に商号変更[44]。

## 本店等の建築
左：本店建物を遠望（2010年7月）
右：本店（四ヶ町アーケードから）（2008年2月）

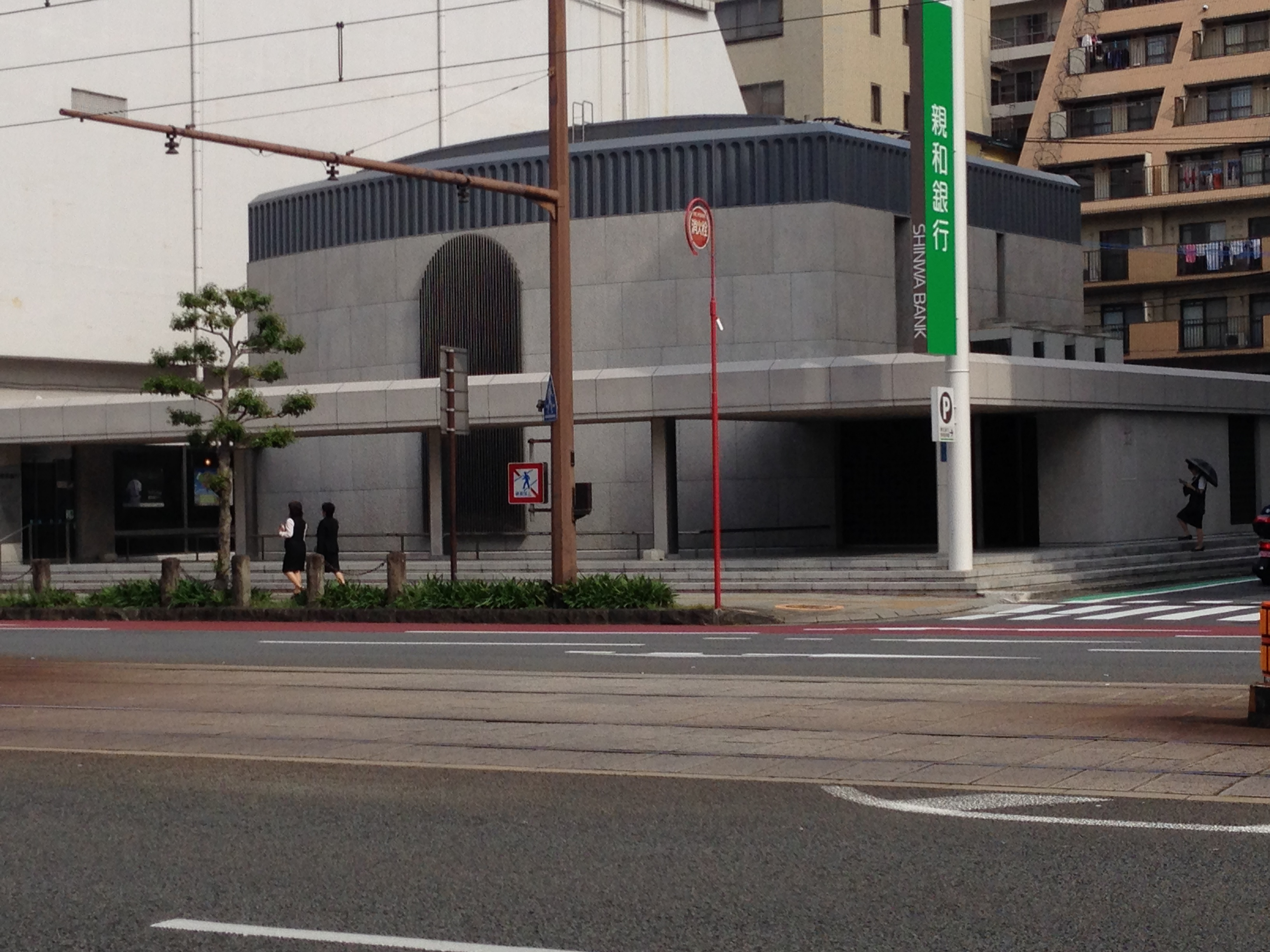
大波止支店

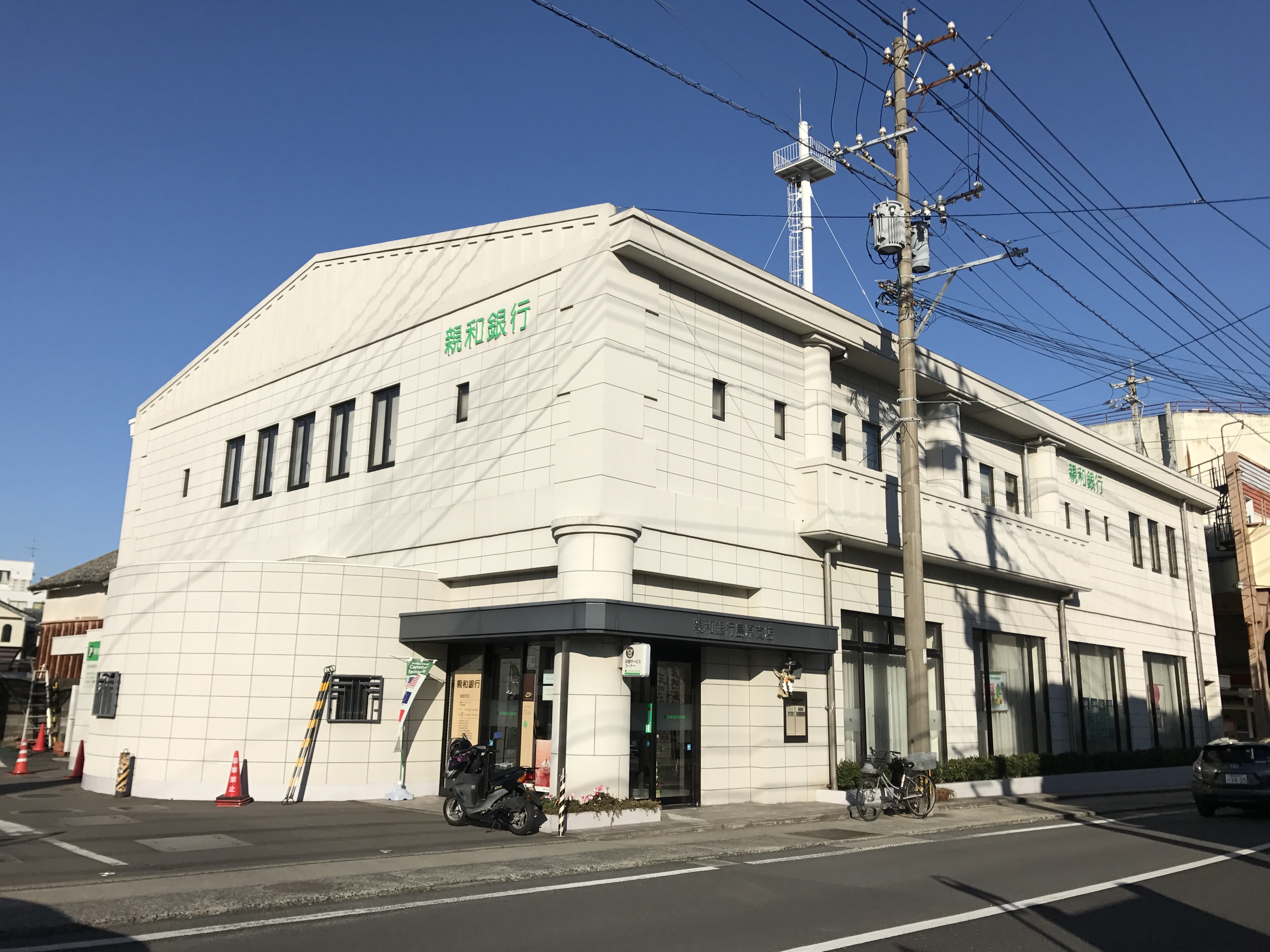
島原支店

佐世保市の本店は3期に分けられて建設されている。とりわけ第3期にあたるコンピューター棟は「懐霄館」と名づけられた、石積みの塔を思わせる奇抜なデザインである。
これら本店、東京支店（2004年（平成16年）解体　現存せず）、大波止支店（長崎市）は、白井晟一により設計された。白井はモダニズム全盛の時代にあえて哲学的と称される独自の建築を生み出した建築家である。本店は2002年に第4回日本建築家協会25年賞を受賞し、2003年にDOCOMOMO JAPAN選定 日本におけるモダン・ムーブメントの建築に選定されている。
なお、本店・懐霄館は月に2回ほど事前予約の定員制で見学が可能であるほか、大波止支店も見学可能である。（ただし建物内は撮影禁止）
本店は十八親和銀行発足後も佐世保本店営業部・佐世保中央支店として現存しており、2023年（令和5年）6月1日には、佐世保本店営業部・佐世保中央支店のATMコーナーを減台の上で、白井晟一に焦点を当てた常設の展示スペース「白井晟一と親和銀行」が開設され、ATMコーナーの営業時間に準じて一般に開放されている。

## 営業拠点戦略
佐世保市が本拠地の同行であるが、県内経済の中心地で同行経営戦略上の最重点地域である長崎市圏および九州最大の経済規模である福岡都市圏を重要な市場と捉え、従来から「長崎支店」に「長崎地区本部」、「福岡支店」に「福岡地区本部」という本部組織の出先機関を置いていたが、2007年（平成19年）7月1日付で両地区本部を廃止した。代わって「長崎支店」を「長崎営業部」、「福岡支店」を「福岡営業部」として改組し、対内的にも対外的にも両営業部が長崎・福岡地域の経営母店であることを明確にしている。
しかしFFGに入ってからは、グループ内の役割分担見直しで「長崎県の地域金融機関」として営業することとなったため、特に福岡銀行の地盤である福岡県内において大規模な店舗統廃合を実施し、最終的には対法人営業に必要な一部の拠点店舗を残すのみとなった。
- 例示すれば、北九州市では旧九州銀が市内各所に積極的に出店を進め、それを親和銀が引き継いでいたが、経営再建・FFG入りに伴い次々と閉店となり、最終的には小倉支店のみとなった。
- 現在福岡県内は5店舗のみとなっているが、一方FFGにとって“空白地帯”になっている佐賀県では、元々福岡銀の支店が佐賀支店など福岡県に近い県東部だけということもあり、合併による統廃合はあったものの6店舗残る。
- 他都道府県では東京支店以外が全廃された。
  - 中央区銀座のテナントビルに入居していた東京支店を、同グループの福岡銀行東京支店が入居する八重洲所在の自社ビルである「福岡ビル」内に移転した。移転後の東京支店は同ビル2Fの空中店舗となっており、ATMが設置されていないが、カード入出金・振込は同1Fの福岡銀東京支店ATMを共同利用扱いにて無料で利用できる。通帳記帳は支店の窓口で対応。
- コンビニATMとの提携では、セブン銀行、ローソン銀行、イーネットの3社と行っている。特に、ローソン銀行に関しては、前身のローソン・エイティエム・ネットワークス時代にFFG内でいち早く同社と提携している（その後、同じグループの福岡銀行や熊本銀行でも同社との提携が行われており、2019年4月にFFG傘下となった十八銀行も同社と提携している）。また、イオングループのイオン銀行とも提携している。

## イメージキャラクター
通帳、カードなどに以下のキャラクターを使用している
- ジャングル大帝
- 長崎県を拠点とするサッカークラブJリーグ所属のV・ファーレン長崎のロゴマーク。長崎県の県鳥オシドリがモチーフ。同チームのオフィシャルスポンサー。

2007年（平成19年）10月のふくおかフィナンシャルグループ傘下の完全子会社化に伴い、CMは福岡銀行と同一仕様（銀行名のみを変更）となった。合併により、本店所在地の佐世保市出身の大リーガー城島健司が同行のCMキャラクターとなった。2012年（平成24年）2月からは福岡ソフトバンクホークスの内川聖一が起用された。
2016年からは、親会社のふくおかフィナンシャルグループのイメージキャラクターとして福岡出身の俳優・瀬戸康史を起用している。グループ3行でリニューアルされたマイレージサービス「mybank+（マイバンクプラス）」に関しては、同じく福岡出身の女優・吉瀬美智子を起用している。
2013年（平成25年）からはグループ内共通のブランドキャラクターとして「ユーモ」が起用されており、当行ではコーポレートカラーに合わせて緑の「ユーモ」となる。また、2014年（平成26年）7月1日からは個人向け総合口座の通帳及びキャッシュカード（磁気ストライプ仕様・生体認証IC仕様）のデザインにも採用されている（すでに総合口座を持っている場合でも希望により「ユーモ」デザインへ切り替えることも可能）。

## FFGシステムへの移行に伴う措置
2010年（平成22年）1月4日の新システム稼働に伴い、旧九州銀のキャッシュカードは同日以降使用できなくなるため、当該顧客には2009年（平成21年）6月より親和銀行のキャッシュカードが新たに発行される。また、通帳については、普通預金・貯蓄預金（および、総合口座通帳で定期預金欄を利用せず、普通預金部分のみ利用しているものを含む）の通帳はそのまま利用可能だが、それ以外の通帳はすべて強制切替となる（熊本ファミリー銀行のシステム切替時同様、希望者には、事前の繰越予約預かりの対応を取る）。ただし、合併前の親和銀行の通帳のうち、1993年（平成5年）10月以前に発行された通帳（口座番号欄が手書きで表示されているもの）については、先述の普通預金通帳等であっても一切の強制切替の対象となる。
ATMサービスの取り扱いも大幅に見直される。当行ATMによる当行口座への入金取扱時間が短縮（特に平日の入金取扱終了時刻が21:00→19:00）され、振替の取り扱いも平日のみに縮小された。同時に、平日に限って硬貨による入出金（当行の硬貨対応ATMに限る）にも対応することになった（これに伴って、毎日取り扱いしていた現金による振込は平日のみに縮小）。さらに、通帳や磁気ストライプキャッシュカードでATMによる1日1口座あたりの利用限度額が引き出し・振込・振替等合計で50万円までに引き下げられた。逆に、クレジット・生体認証ICキャッシュ一体型の「アレコレカード」や生体認証ICキャッシュカードにおいての利用限度額はIC対応ATMで合計200万円までに、当行の生体認証対応ATMでは無制限になった。
インターネットバンキングサービスについても変更され、個人向けである「しんわアクセス」を『親和銀行ダイレクトバンキング』に、法人向けである「しんわBizダイレクト」を『ビジネスバンキングWeb』に、それぞれ改称されるとともに、ログイン等に必要なご利用カードの変更や操作方法等が大幅に見直された。また、システム変更に伴い、個人向けの『親和銀行ダイレクトバンキング』では投資信託・外貨定期預金の購入や住宅ローンの一部返済・金利変更等（対象外の場合あり）が自宅で可能となった。